# Dean Henderson
Dean Henderson (Whitehaven, 12 marzo 1997) è un calciatore inglese, portiere del Crystal Palace e della nazionale inglese, con cui è diventato vicecampione d'Europa nel 2024.

## Biografia
Henderson è nato a Whitehaven, Cumbria. Da ragazzo ha giocato a cricket a livello di contea ed era un abile battitore e wicket-keeper, ma ha scelto il calcio. Ha inizialmente iniziato come giocatore di movimento prima di passare al ruolo di portiere.
Durante il suo periodo allo Shrewsbury Town, Henderson si è rasato tutti i capelli in sostegno di Hope House.
Il 27 maggio 2019, ha ottenuto due titoli del Guinness World Records per il "tempo più veloce per vestirsi da portiere (calcio) (49,51 secondi)" e "più passaggi di testa nel calcio in un minuto (squadra di due) (91 – con Jake Clarke-Salter)".

## Caratteristiche tecniche
Henderson è noto per la sua capacità di distribuzione sia con le mani che con i piedi come portiere, oltre alla sua abilità nell'afferrare i cross o nell'acchiappare e respingere i palloni alti. Rob Dawson di ESPN lo ha descritto nel 2021 come "più completo" del suo compagno di squadra David de Gea. Anche Mark Critchley di The Independent lo ha descritto come una "presenza vocale" in porta. Pur non essendo tra i portieri più alti, con un'altezza di 1,88 m (6 ft 2 in), è noto anche per i suoi riflessi.

## Carriera

### Club

#### Gli inizi
Dean Henderson è cresciuto nelle giovanili del Carlisle Utd, per poi essere acquistato dal Manchester Utd.

#### Manchester United e vari prestiti
Henderson, dopo essere stato acquistato dal Manchester Utd, viene mandato in prestito per varie volte. Nella stagione 2015-2016 viene mandato allo Stockport County con cui gioca 9 partite subendo 11 gol.
Nella stagione 2016-2017, invece, viene mandato in prestito al Grimsby Town con cui totalizza 7 presenze e 6 gol subiti prima di essere richiamato dallo United nel febbraio 2017.
La stagione dopo, nella 2017-2018, viene acquistato in prestito dallo Shrewsbury Town dove gioca regolarmente in League One totalizzando 38 presenze subendo 32 reti. Fa il suo esordio nella terza divisione inglese a 20 anni e 4 mesi, il 5 agosto 2017. Esordisce, inoltre, vincendo per 1-0, mantenendo la rete inviolata, contro il Northampton Town.

#### Sheffield United
Dopo l’ottima stagione allo Shrewsbury Town, passa in prestito allo Sheffield Utd. Con la squadra di Chris Wilder ha esordito a 21 anni e 4 mesi in Championship perdendo 2-1 contro lo Swansea City.
Il suo prestito, dopo avere rinnovato sino al 2022 con i red devils, viene riconfermato nella stagione 2019-2020, che Henderson gioca in Premier League, conquistata con la promozione in campo l’anno prima con lo Sheffield Utd. Esordisce il 10 agosto 2019, nel pareggio con il Bournemouth. In massima serie Henderson è autore di una buona annata, contribuendo all'inatteso nono posto dei suoi subendo 33 gol in 36 partite in Premier.

#### Ritorno al Manchester United
Terminato il prestito allo Sheffield fa ritorno allo United, rinnovando il proprio contratto sino al 2025.

#### Prestito al Nottingham Forest
Il 2 luglio 2022 viene acquistato a titolo temporaneo dal Nottingham Forest, neopromosso in Premier League, per provare a conseguire la salvezza nella stagione 2022-2023. Fa il suo esordio nella sconfitta per 2-0 contro il Newcastle Utd. Il 2 giugno successivo, dopo 18 presenze e la salvezza raggiunta, viene annunciato che il suo prestito non sarebbe stato rinnovato da parte dei Reds, facendo così ritorno ai Red Devils.

#### Crystal Palace
A partire dal 2023 veste la maglia del Crystal Palace, il 17 maggio 2025 la squadra conquista la sua prima storica vittoria della FA Cup battendo per 1-0 il Manchester City, Henderson è stato determinante per il risultato avendo lasciato la propria porta inviolata.

### Nazionale
Con la Nazionale under-20 inglese ha vinto i Mondiali di categoria, scendendo in campo nel match pareggiato 1-1 contro la Guinea. Successivamente è stato convocato per l'Europeo under-21 del 2019.
Il 12 novembre 2020 fa il suo esordio in nazionale maggiore nell'amichevole vinta 3-0 contro l'Irlanda.
Viene inserito nella lista dei convocati finali del tecnico Southgate per Europeo 2021, ma a causa di un infortunio deve cedere il posto a Aaron Ramsdale.

## Statistiche

### Presenze e reti nei club
Statistiche aggiornate al 17 agosto 2025.
| Stagione              | Squadra               | Campionato            | Campionato | Campionato | Coppe nazionali | Coppe nazionali | Coppe nazionali | Coppe continentali | Coppe continentali | Coppe continentali | Altre coppe | Altre coppe | Altre coppe | Totale | Totale |
| Stagione              | Squadra               | Comp                  | Pres       | Reti       | Comp            | Pres            | Reti            | Comp               | Pres               | Reti               | Comp        | Pres        | Reti        | Pres   | Reti   |
| --------------------- | --------------------- | --------------------- | ---------- | ---------- | --------------- | --------------- | --------------- | ------------------ | ------------------ | ------------------ | ----------- | ----------- | ----------- | ------ | ------ |
| 2015-gen. 2016        | Manchester Utd        | PL                    | 0          | 0          | FACup+CdL       | 0+0             | 0               | -                  | -                  | -                  |             | -           | -           | 0      | 0      |
| gen.-giu. 2016        | Stockport County      | NL                    | 9          | -11        | FACup           | -               | -               |                    | -                  | -                  | -           | -           | -           | 9      | -11    |
| 2016-gen. 2017        | Grimsby Town          | FL2                   | 7          | -6         | FACup+CdL       | 0+0             | 0               | -                  | -                  | -                  | FLT         | -           | -           | 7      | -6     |
| gen.-giu. 2017        | Manchester Utd        | PL                    | 0          | 0          | FACup+CdL       | 0+0             | 0               | -                  | -                  | -                  | -           | -           | -           | 0      | 0      |
| 2017-2018             | Shrewsbury Town       | FL1                   | 38+3       | -32 + -2   | FACup+CdL       | 2+1             | -1 + -2         | -                  | -                  | -                  | FLT         | 4           | -2          | 48     | -39    |
| 2018-2019             | Sheffield Utd         | FLC                   | 46         | -41        | FACup+CdL       | 0+0             | 0               | -                  | -                  | -                  | -           | -           | -           | 46     | -41    |
| 2019-2020             | Sheffield Utd         | PL                    | 36         | -33        | FACup+CdL       | 4+0             | -4              | -                  | -                  | -                  | -           | -           | -           | 40     | -37    |
| Totale Sheffield Utd  | Totale Sheffield Utd  | Totale Sheffield Utd  | 82         | -74        |                 | 4               | -4              |                    | -                  | -                  |             | -           | -           | 86     | -78    |
| 2020-2021             | Manchester Utd        | PL                    | 13         | -12        | FACup+CdL       | 4+4             | -5 + -2         | UCL+UEL            | 1+4                | -2 + -1            | -           | -           | -           | 26     | -22    |
| 2021-2022             | Manchester Utd        | PL                    | 0          | 0          | FACup+CdL       | 1+1             | -1 + -1         | UCL                | 1                  | -1                 | -           | -           | -           | 3      | -3     |
| Totale Manchester Utd | Totale Manchester Utd | Totale Manchester Utd | 13         | -12        |                 | 10              | -9              |                    | 6                  | -4                 |             | -           | -           | 29     | -25    |
| 2022-2023             | Nottingham Forest     | PL                    | 18         | -31        | FACup+CdL       | 0+2             | -2              | -                  | -                  | -                  | -           | -           | -           | 20     | -33    |
| 2023-2024             | Crystal Palace        | PL                    | 18         | -30        | FACup+CdL       | 1+1             | 0               | -                  | -                  | -                  | -           | -           | -           | 20     | -30    |
| 2024-2025             | Crystal Palace        | PL                    | 38         | -51        | FACup+CdL       | 3+3             | 0 + -4          | -                  | -                  | -                  | -           | -           | -           | 44     | -55    |
| 2025-2026             | Crystal Palace        | PL                    | 1          | 0          | FACup+CdL       | 0+0             | 0+0             | UECL               | -                  | -                  | CS          | 1           | -2          | 2      | -2     |
| Totale Crystal Palace | Totale Crystal Palace | Totale Crystal Palace | 57         | -81        |                 | 8               | -4              |                    | -                  | -                  |             | 1           | -2          | 66     | -87    |
| Totale carriera       | Totale carriera       | Totale carriera       | 225        | -251       |                 | 27              | -22             |                    | 6                  | -4                 |             | 5           | -4          | 265    | -279   |

### Cronologia presenze e reti in nazionale
| Cronologia completa delle presenze e delle reti in nazionale ― Inghilterra | Cronologia completa delle presenze e delle reti in nazionale ― Inghilterra | Cronologia completa delle presenze e delle reti in nazionale ― Inghilterra | Cronologia completa delle presenze e delle reti in nazionale ― Inghilterra | Cronologia completa delle presenze e delle reti in nazionale ― Inghilterra | Cronologia completa delle presenze e delle reti in nazionale ― Inghilterra | Cronologia completa delle presenze e delle reti in nazionale ― Inghilterra | Cronologia completa delle presenze e delle reti in nazionale ― Inghilterra |
| Data                                                                       | Città                                                                      | In casa                                                                    | Risultato                                                                  | Ospiti                                                                     | Competizione                                                               | Reti                                                                       | Note                                                                       |
| -------------------------------------------------------------------------- | -------------------------------------------------------------------------- | -------------------------------------------------------------------------- | -------------------------------------------------------------------------- | -------------------------------------------------------------------------- | -------------------------------------------------------------------------- | -------------------------------------------------------------------------- | -------------------------------------------------------------------------- |
| 12-11-2020                                                                 | Londra                                                                     | Inghilterra                                                                | 3 – 0                                                                      | Irlanda                                                                    | Amichevole                                                                 | -                                                                          | 46’                                                                        |
| 13-10-2024                                                                 | Helsinki                                                                   | Finlandia                                                                  | 1 – 3                                                                      | Inghilterra                                                                | UEFA Nations League 2024-2025 - 1º turno                                   | -1                                                                         |                                                                            |
| 10-6-2025                                                                  | West Bridgford                                                             | Inghilterra                                                                | 1 – 3                                                                      | Senegal                                                                    | Amichevole                                                                 | -3                                                                         |                                                                            |
| Totale                                                                     |                                                                            | Presenze                                                                   | 3                                                                          |                                                                            | Reti                                                                       | -4                                                                         |                                                                            |

## Palmarès

### Club

#### Competizioni nazionali
- Coppa d'Inghilterra: 2

Manchester United: 2015-2016
Crystal Palace: 2024-2025
- Community Shield: 1

Crystal Palace: 2025

### Nazionale
- Campionato mondiale Under-20: 1

Corea del Sud 2017